# Rabbi Matondo
Rabbi Matondo (* 9. September 2000 in Liverpool, England) ist ein walisischer Fußballspieler. Der Flügelspieler steht bei den Glasgow Rangers unter Vertrag und ist walisischer Nationalspieler.

## Familie und Herkunft
Matondo wurde in Liverpool geboren und wuchs in der walisischen Hauptstadt Cardiff auf. Sein Vater stammt aus der Demokratischen Republik Kongo.

„Ich fühle mich walisisch.“

## Karriere

### Im Verein
Matondo begann bei Cardiff City mit dem Fußballspielen und wechselte 2016 in die Jugend von Manchester City. Dort spielte er zunächst in der U18 in der U18 Premier League. In den Spielzeiten 2017/18 und 2018/19 zählte Matondo zum Kader der U23 und erzielte in 25 Ligaspielen 8 Treffer. Außerdem kam er mit der U19 in der UEFA Youth League zum Einsatz.
Am 30. Januar 2019 wechselte Matondo in die Bundesliga zum FC Schalke 04, bei dem er einen bis zum 30. Juni 2023 laufenden Vertrag unterschrieb. Der Offensivspieler kam das erste Mal in der Bundesliga bei der 0:2-Heimniederlage gegen Borussia Mönchengladbach am 20. Spieltag zum Einsatz.
Anfang Januar 2021 wechselte Matondo bis zum Ende der Saison 2020/21 auf Leihbasis zum englischen Zweitligisten Stoke City. Dort kam er auf 10 Ligaeinsätze (5-mal von Beginn), in denen er ein Tor erzielte.
Im Sommer 2021 kehrte Matondo zum FC Schalke 04 zurück, der inzwischen in die 2. Bundesliga abgestiegen war. Nachdem er an den ersten beiden Spieltagen und in der ersten Runde des DFB-Pokals unter dem Cheftrainer Dimitrios Grammozis keine Rolle gespielt hatte, wechselte er Anfang August 2021 bis zum Ende der Saison 2021/22 auf Leihbasis zum belgischen Erstligisten Cercle Brügge.
Zur Sommervorbereitung 2022 kehrte Matondo zum FC Schalke zurück, der wieder in die Bundesliga aufstiegen war und fortan von Frank Kramer trainiert wurde. Er wechselte jedoch noch vor dem Beginn der Saison 2022/23 in die schottische Premiership zu den Glasgow Rangers und unterschrieb einen Vertrag bis zum 30. Juni 2026. Im Januar 2025 wechselte er für ein halbes Jahr auf Leihbasis zu Hannover 96 zurück nach Deutschland.

### In der Nationalmannschaft
Matondo spielte 2015 und 2016 in der walisischen U17-Nationalmannschaft, ab Oktober 2017 war er in der U21 des Landes aktiv. Am 20. November 2018 debütierte Matondo unter Trainer Ryan Giggs in der A-Nationalmannschaft, als er bei einer 0:1-Testspielniederlage gegen Albanien eingewechselt wurde.

## Titel
- Schottischer Ligapokalsieger: 2024 (Glasgow Rangers)